# Nodonema
Nodonema é um género botânico pertencente à família Gesneriaceae.

## Espécie
Nodonema lineatum

## Nome e referências
Nodonema B.L.Burtt